# Argyphie
Argyphie (altgriechisch Ἀργυφίη Argyphíē) ist in der griechischen Mythologie eine der Gemahlinnen des Aigyptos, des Zwillingsbruders von Danaos, und stammte aus königlichem Geschlecht. Mit Aigyptos hatte sie sechs Söhne: Lynkeus, Proteus, Busiris, Enkelados, Lykos und Daiphron.
Während bei der Massenhochzeit der 50 Söhne des Aigyptos mit den 50 Töchtern des Danaos in der Regel das Los über die Paarbildungen entschied, wurden zweien ihrer Söhne wegen ihrer königlichen Herkunft die Töchter des Danaos aus der Ehe mit Elephantis zugewiesen: Proteus heiratete Gorgophone, während sein Bruder Lynkeus Hypermestra, die älteste Tochter des Danaos, erhielt. Die weiteren Söhne wurden mit den Töchtern der Europe, einer Tochter des Neilos, vermählt. Wie die übrigen Söhne des Aigyptos wurden bis auf Lynkeus alle Söhne der Argyphie getötet; Lynkeus hingegen wurde von Hypermestra verschont, weil er ihre Jungfräulichkeit respektiert hatte.